# برود (طعام)
البُرود هي مثلجات تقليدية جزائرية، تُحضّر يدويًا. توجد منها أنواع متعددة.

## الأصل اللغوي
كلمة "بُرود" مشتقة من اللغة العربية وتعني "البرودة" أو "البارد".

## الأنواع
- بُرود الوردي: مثلج الطماطم.
- بُرود القهوة: مثلج القهوة.
- بُرود الغرس أو الدقلة: مثلج دقلة نور.
- بُرود الكرموص: مثلج التين.
- بُرود الشاي: مثلج الشاي بالنعناع.
- بُرود التوت: مثلج الفواكه الحمراء.
- بُرود الفاكهة: مثلج الفواكه.
- بُرود قهوة الحب: مثلج حبوب القهوة.
- بُرود الفل: مثلج الفل العربي.